# White Bird (Idaho)
White Bird è una città degli Stati Uniti d'America, situata nello Stato dell'Idaho, nella Contea di Idaho.